# 刘镇 (1914年)
刘镇（1914年—2001年），男，江西莲花人，中华人民共和国军事人物，中国人民解放军少将。

## 生平
刘镇毕业于空军航空学校。1961年，授中国人民解放军少将军衔。1968年，接替关盛志，担任兰州军区空军政治委员。1977年，由王平水接任。